# Woleai szótagírás
A Woleai- vagy Karolina-szigeteki írás egy szótagírás volt, egy olyan írásrendszer, amely részben a latin írás hatására alakult ki. A Woleai-atollon és a közeli mikronéziai szigeteken használták a 20. század közepéig, a woleai nyelv írására. Amikor az európaiak először figyeltek fel az írásra, Mikronéziának ezt a részét Karolina-szigetekként ismerték, innen ered a Karolina-szigeteki írás elnevezés.
Az írás 99 ismert jelet tartalmaz, ami nem elég a woleaiai nyelv teljes ábrázolásához, még akkor sem, ha a mássalhangzók és magánhangzók hosszát nem jelölik. Körülbelül egyötödük a latin ábécéből származik. A történészek számára az a kérdés, hogy a woleaiaknak volt-e proto-írásuk, amely a latin ábécé hatására kristályosodott ki teljes értékű írássá, vagy pedig úgy találkoztak a latin ábécével, hogy nem értették meg teljesen, és sziklarajzok, tetoválások jeleivel egészítették ki, amíg ez elegendő nem lett a nyelvük teljes kifejezésére.
Az írást balról jobbra írták. Mivel a hosszúságot figyelmen kívül hagyták, egy jel a ga, ka / ká, la, na / ná [nːa] szótagot is jelenthette. Néhány írásjel a mássalhangzó-plusz magánhangzónál hosszabb szótagokat jelentett, mint például a bag, warr, tüt, moi, shrö, chroa és gkaa. Nem jegyeztek fel elég írásjelet ahhoz, hogy az összes woleai szótagot így írják, és nem tudni, hogy az írás teljesen szabványosított volt-e.

## Történelem
1905-ben egy Alfred Snelling nevű, eltévedt misszionárius és chuuk legénysége partra szállt Eauripiken, egy woleaii nyelvű atollon, 100 km-re délnyugatra az igazi Woleaitól. Ott megtanították a szigetlakóknak a chuuki latin helyesírást. A woleaiak, akiknek talán nem volt elég idejük arra, hogy megértsék egy olyan ábécé fogalmát, amelyben minden szótagot mássalhangzó plusz magánhangzóval írnak, minden betűt úgy értelmeztek, hogy az a nevét jelenti, és így a latin ábécét szótagírásként értelmezték, amely csak egyszerű magánhangzókat és mássalhangzókat, valamint az [i] magánhangzót tudta ábrázolni. (Riesenberg & Kaneshiro (1960) a fejlődésnek ebben a szakaszában lévő írásjeleket „2. típusnak” nevezi.)  A betűjelek is némileg összekeveredtek: bár a T, K, S, R, H, O, E betűkre hasonlító szótagjelek például [ti, ki, si, ri, i, wo, ø] (a voleai nyelvben nincs [h] hang), a W, И pedig [mi, ni], az L, B, D betűkre hasonlító jelek [fi, tʃi, pi] álltak. (Megjegyzendő, hogy ezekre a latin betűkre a woleai nyelv esetében nincs szükség, mivel a rövid [l] és a hosszú [nː] betűket nem különböztetik meg.)
Snelling Woleaiban halt meg, amikor visszatért Chuukba. A legénysége folytatta, és Faraulepben a szótagírást olyan írásjelekkel egészítették ki, amelyeket Riesenberg & Kaneshiro „1. típusnak” nevez. Ez a kibővített szótagírás terjedt el a többi szigeten is.
Amikor a következő misszionárius, John Macmillan Brown 1913-ban elérte Woleai-t, egy őshonos írásrendszert talált, bár csak néhány ember ismerte. Egy Egilimar nevű törzsfőnök mutatta meg neki, Brown pedig 1914-ben közzétett egy 51 jelet tartalmazó listát, amely V, CV, CVV, CVV, CCV és CVC szótagokat tartalmazott.

## Unicode

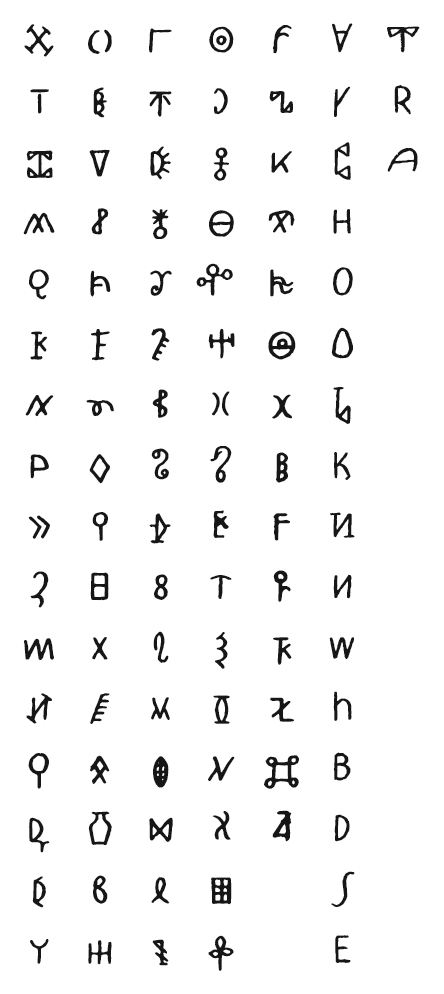
A Unicode-hoz javasolt karakterek 2008-tól.

Előzetes javaslatok születtek már a Woleai írás Unicode-ba való felvételére.  A javaslat 97 karaktert tartalmaz. Ezek az írás V és CV szótagjai, de ez nem a teljes karakterkészlet, a CCV vagy CVC szótagok nem szerepelnek.

## Fordítás
- Ez a szócikk részben vagy egészben  a   Woleai script című angol Wikipédia-szócikk ezen változatának fordításán alapul.  Az eredeti cikk szerkesztőit annak laptörténete sorolja fel. Ez a jelzés csupán a megfogalmazás eredetét és a szerzői jogokat jelzi, nem szolgál a cikkben szereplő információk forrásmegjelöléseként.